# Skała (Sędziszowice)
Skała – część wsi Sędziszowice w województwie świętokrzyskim, w powiecie kazimierskim, w gminie Bejsce.
W latach 1975–1998 miejscowość administracyjnie należała do województwa kieleckiego.